# Jacob Manandian
Jacob Manandian o Hakob Manandyan (en armenio: Հակոբ Մանանդյան. 10 de noviembre de 1873 - 4 de febrero de 1952) fue un historiador armenio, filólogo y miembro de la Academia de Ciencias de Armenia (1943) y de la Academia de Ciencias de la URSS (1939). Ha sido galardonado con la Orden de la Bandera Roja del Trabajo.

## Biografía
Jakob Manandyan nació el 22 de noviembre de 1873 en Akhaltskha (actual Georgia). Fue el primer hijo de Hamazasp y Anna Manandyan. Su padre era jefe de gestión forestal y pertenecía a la nobleza. Recibió su educación primaria en su ciudad natal. De 1883 a 1893, estudió en el primer gimnasio de Tiflis. Posteriormente, se trasladó a Alemania para estudiar en la Facultad de Filosofía de la Universidad de Jena, asistiendo también a cursos de lenguas orientales y lingüística en Leipzig y Estrasburgo (1893-1897).
En 1897, Manandyan defendió su disertación en Jena sobre «La Historia del Mundo de Aghvank» de Movses Kaghankatvatsi, obteniendo el grado de Doctor en Filosofía. Su trabajo fue publicado en Leipzig ese mismo año. Para complementar su formación, se graduó en la Facultad de Lenguas Orientales de la Universidad de San Petersburgo en 1898, obteniendo un diploma de primera clase en filología persa, lengua e historia. Dominó múltiples idiomas, incluyendo ruso, alemán, francés, inglés, griego, latín, persa, sánscrito, antiguo asirio, parto, hebreo y grabar o armenio clásico.
Entre 1898 y 1899, visitó Londres, París, Berlín y Viena para enriquecer su conocimiento en bibliotecas y museos. Al regresar a Armenia, encontró que el campo científico se encontraba poco desarrollado. En ese año, se trasladó a Echmiadzin para trabajar en el Seminario Teológico de Gevorkian, donde impartió clases de griego, alemán, literatura griega, historia de la filosofía griega y literatura inglesa hasta 1905. Además, participó activamente en la vida cultural del seminario, organizando eventos y creando un grupo de teatro. En 1901, fundó la revista armenológica Zeitshchrift für armenische Philologie en armenio y alemán.
En la época que Manandyan ejercía la docencia en el seminario, se casó con Varvara Tovmasi Khandamiryan –también de ascendencia noble– con quien tuvo una hija, Eleonora. En 1905, debido a los ataques turcos contra los armenios, la familia tuvo que trasladarse al barrio armenio de Tiflis, en donde Manandyan trabajó como profesor de armenio, alemán y literatura armenia hasta 1907. Sin embargo, estas actividades no le proporcionaban suficientes medios económicos para sustentar a su familia, por lo que decidió seguir la profesión de abogado. En 1909, ingresó en la Universidad de Tartu, donde obtuvo el diploma de abogado con honores. Tras ello, ejerció su nueva profesión en Bakú, ciudad que en aquel entonces estaba habitada mayoritariamente por armenios. Paralelamente a su ejercicio del Derecho, impartió clases en la Universidad Popular de Bakú de 1911 a 1913.
En 1920, Manandyan regresó a Armenia y participó activamente en la fundación de la primera universidad, convirtiéndose en rector el siguiente año. Posteriormente, dedicó su vida a la recién fundada Universidad Estatal de Ereván hasta 1931, cuando dejó de impartir la docencia para dedicarse a la investigación científica. En 1935 recibió el título de científico honorario de la Unión Soviética. Durante muchos años, fue secretario científico del Instituto de Ciencia y Arte de Armenia. En 1939, se convirtió en el primer y único representante de Armenia elegido miembro de pleno derecho de la Academia de Ciencias de la URSS en el campo de la historia, y en 1943, fue confirmado como uno de los primeros miembros de la Academia de Ciencias de la RSS de Armenia. De 1939 a 1946, fue elegido diputado del Consejo de Diputados Obreros de la ciudad de Ereván. Con motivo de su 75.º cumpleaños, fue condecorado con la Orden de la Bandera Roja del Trabajo.
Manandyan falleció el 4 de febrero de 1952 a la edad de 79 años. En reconocimiento a su aporte al establecimiento y desarrollo de la Universidad Estatal de Ereván, Manandyan fue enterrado en el patio de la universidad. En 2001, por decisión del Gobierno de la República de Armenia, los restos del célebre armenio fueron trasladados al Panteón Komitas.
El 21 de diciembre de 1973, se celebró en la Academia de Ciencias de la República Socialista Soviética de Armenia una sesión científica de la Universidad Estatal de Ereván y el Instituto de Historia, dedicada al centenario del nacimiento de Manandyan. Una calle del distrito administrativo de Shengavit, en Ereván, también lleva el nombre del historiador. En 1937, se construyó uno de los edificios de Ereván: la casa de especialistas en la calle Teryan, donde H. Manandyan obtuvo un apartamento y vivió el resto de su vida. Hasta el día de hoy, hay una lápida conmemorativa dedicada a él en la entrada del edificio.

## Publicaciones

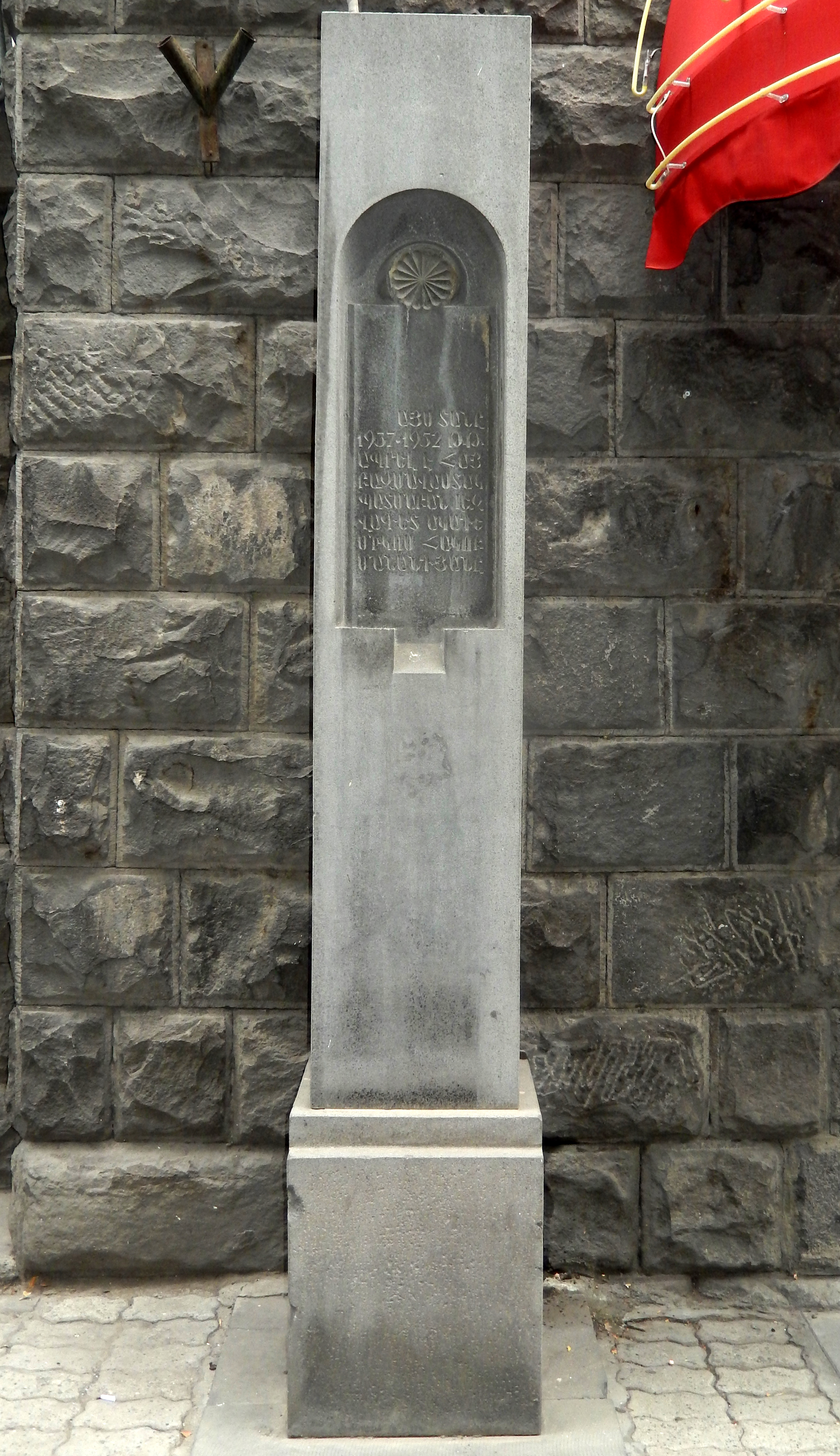
Placa de Hakob Manandian en la calle Teryan, Ereván

### En alemán
- Beitrage zur albanischen Geschichte. Leipzig: Breitkopf & Härtel. 1897.
- Die Scholien zu funf Reden des Gregor von Nazianz (2 edición). Marburg: Elwert. 1903.
- «Alte Straßen Armeniens Nach Tabula Peutingeriana». Revue des Études Arméniennes (París: Universidad de la Sorbonne) X (1): 143-145. 1930. ISSN 0080-2549. OCLC 1605433. Archivado desde el original el 4 de marzo de 2016.
- «Old Roads of Armenia According to Tabula Peutingeriana». Revue des Études Arméniennes (en alemán) (París: Universidad de la Sorbonne) X (1): 143-145. 1930. ISSN 0080-2549. OCLC 1605433. Archivado desde el original el 4 de marzo de 2016. Consultado el 2 de febrero de 2020.

### En ruso
- About Trade and the Cities of Armenia in Connection with the Global Trade of Ancient Times (1 edición). Ereván: PetHrat. 1930.
- Notes about the Feud and the Feudal Army of Parthia and Arsacid Armenia. Tiflis: The Academy of Sciences of the USSR. 1932.
- Armenia I (2nd edición). Moscú: Большая Российская энциклопедия. 1933. pp. 503-506.
- «Medieval Itinerarium in the 10th Century Armenian Manuscripts». Academy of Sciences of the USSR (Moscú-Leningrad) XLV: 723-728. 1935.
- «The Circular Path of Pompey in Transcaucasia». Vestnik Drevney Istorii (4): 70-82. 1939.
- The Popular Rebellions in Armenia Against the Arabic Dominion. Ereván: Arm. SSR State University Publishing House. 1939.
- «Raising the Young Cadres». Izvestia (24): 3. 1939.
- «Actual Questions of the Historiography of the Ancient Armenia». Istorik-Marxist (6): 3-6. 1940.
- «Routes of the Pontic Campaign of Pompey and the Way of the Retreat of Mithradates to Colchis». Vestnik Drevney Istorii (3-4): 89-100. 1940.
- «A Preface to the Study "Tigranes II and Rome"». Kommunist (Ereván) (36): 3. 1940.
- «The Speech of the Deputy H. H. Manandyan at the First Session of the City Council of the Deputies of the Workers of Yerevan». Kommunist (Ereván) (2): 1. 1940.
- Mesrop Mashtots and the Struggle of the Armenian People for the Cultural Identity. Ereván: Rama Armenia de la Academia de Ciencias de la URSS. 1940.

### En armenio
- «Review of "A. Anninsky: The Ancient Armenian Historians as Historical Sources"». Ararat (Vagharshapat) (2): 85-86. 1900.
- «Review of "S. Haykouni: The Folk Roman and Tale"». Ararat (Vagharshapat) (1): 75-77. 1902.
- «Note on the Study of the Inner Life of the Armenians». Ararat (Vagharshapat) (2): 161-171. 1902.
- «Review of "S. T.: On the Order of Production of Marital Affairs in the Armenian Gregorian Church"». Ararat (Vagharshapat) (2): 171-172. 1902.
- «Review of "A. Anninsky: History of the Armenian Church (up to 19th century)"». Ararat (Vagharshapat) (3-4): 335-342. 1902.
- Armenian Neo-martyrs: Volume I (1155-1485). Vagharshapat: The printing house of the Mother See of Holy Etchmiadzin. 1902. Archivado desde el original el 16 de enero de 2020. Consultado el 2 de febrero de 2020.
- Armenian Neo-martyrs: Volume II (1486-1843). Vagharshapat: The printing house of the Mother See of Holy Etchmiadzin. 1902. Archivado desde el original el 24 de enero de 2020. Consultado el 2 de febrero de 2020.
- The Scholia on Five Speeches of Gregory of Nazianzus (en alemán) (1 edición). Marburg. 1902.
- Armenian Neo-martyrs (1155-1843). Vagharshapat: The printing house of the Mother See of Holy Etchmiadzin. 1903.
- The Scholia on Five Speeches of Gregory of Nazianzus (en alemán) (2 edición). Marburg: Elwert. 1903.
- Compiled the New Numbering of the Recorded in Kareneans Catalog Manuscripts (en alemán). Marburg. 1903.
- «Excerpts from the Chronicle of Eusebius of Caesarea in an Ancient Manuscript». Handes Amsorya (Viena) (1): 15-19. 1905.
- «Macedonian Crisis and the Sea Protest». Arshaluys (Tiflis) (7): 1. 1906.
- History of Armenia During the Turkish-Tatar Invasions. Ereván: Arm. SSR State University Publishing House. 1922.
- «Remarks About the State of Villagers During the Marzpanate Period in Ancient Armenia». Proceedings of the YSU (Ereván: Arm. SSR State University) (1): 3-45. 1925.
- Partes I a III. «The Philhellenic School and its Periods of Development». Handes Amsorya (Viena) (5-8,11-12). 1925.
- Partes IV al IX. «The Philhellenic School and its Periods of Development». Handes Amsorya (Viena) (1-12). 1926.
- Partes X al XIII. «The Philhellenic School and its Periods of Development». Handes Amsorya (Viena) (3-4,6,8,10). 1927.
- Partes XIV al XVIII. «The Philhellenic School and its Periods of Development». Handes Amsorya (Viena) (1-10). 1928.
- «The Royal Taxes in Armenia During the Marzpanate Period». Teghekagir (Ereván: Arm. SSR Institute of Arts and Science) (1): 3-44. 1926.
- The Royal Taxes in Armenia During the Marzpanate -Period. Ereván: Hermes Publishing House. 1926.
- «Materials About the Economic History of Ancient Armenia: Part I». Teghekagir (Ereván: Arm. SSR Institute of Arts and Science) (2): 29-42. 1927.
- Materials About the Economic History of Ancient Armenia: Vol. I. Ereván. 1927.
- «Ancient Philosophical Manuscripts of the Library of Echmiadzin: Part I». Handes Amsorya (Viena) (3-4): 135-146. 1928.
- «Ancient Philosophical Manuscripts of the Library of Echmiadzin: Part II». Handes Amsorya (Viena) (5-6): 214-223. 1928.
- The Philhellenic School and its Periods of Development. Viena. 1928.
- «Materials About the Economic History of Ancient Armenia: Part II». Teghekagir (Ereván: Arm. SSR Institute of Arts and Science) (4): 43-82. 1928.
- Materials About the Economic History of Ancient Armenia: Vol. II. Ereván. 1928.
- «H. H. Manandyan's Speech at the Askanaz Mravyan Funeral». Khorhrdayin Hayastan (Ereván) (245): 1. 1929.
- The Weights and Dimensions in the Ancient Armenian Sources. Ereván: Fondo Melkonyan. 1930.
- «Old Roads of Armenia According to Tabula Peutingeriana». Revue des Études Arméniennes (París: Universidad de la Sorbonne) X (1): 139-142. 1930. ISSN 0080-2549. OCLC 1605433. Archivado desde el original el 4 de marzo de 2016. Consultado el 2 de febrero de 2020.
- «Old Roads of Armenia According to Tabula Peutingeriana». Teghekagir (Ereván: Arm. SSR Institute of Arts and Science) (5): 65-89. 1931.
- Old Roads of Armenia According to Tabula Peutingeriana (1st edición). Ereván. 1931.
- «Solution of Khorenatsi Mystery». Anahit (París) (3-6): 182-185. 1932-1933.
- Solution of Khorenatsi Mystery. Ereván. 1933.
- Eratosthenes's Stadion and Persian Asparez. Ereván: Fondo Melkonyan. 1934.
- Solution of Khorenatsi Mystery. Ereván: PetHrat. 1934.
- Feudalism in Ancient Armenia. Ereván: Fondo Melkonyan. 1934.
- Old Roads of Armenia According to Tabula Peutingeriana (2nd edición). Ereván: Fondo Melkonyan. 1936. (enlace roto disponible en Internet Archive; véase el historial, la primera versión y la última).
- The Popular Rebellions in Armenia Against the Arabic Dominion. Ereván: Arm. SSR State University Publishing House. 1939.
- Cities of Armenia in the 10-11 Centuries. Ereván: Armenian Branch of the Academy of Sciences of the USSR. 1940.
- Tigranes II and Rome (Under a New Light According to the Sources). Ereván: Armenian Branch of the Academy of Sciences of the USSR. 1940.
- «Shoulder to Shoulder with All the Nation». Sovetakan Hayastan (Ereván) (148): 1. 1941.
- «The Voice of the History». Banvoragyughatsiakan Karmir Banaki Martik (Tbilisi) (9): 2. 1942.